# ロイコー県
ロイコー は、ミャンマー連邦共和国にあるカヤー州の州都。カレンヒルズエリアにあり、カヤー州の北端に位置する。 just above an embayment on the Pilu River。The inhabitants are mostly Kayah (Karenni)。日本が戦争の賠償として造ったバルーチャン水力発電所はミャンマー最大の水力発電所で、ロイコーから東に約20キロメートル離れたLawpita Fallsにある。

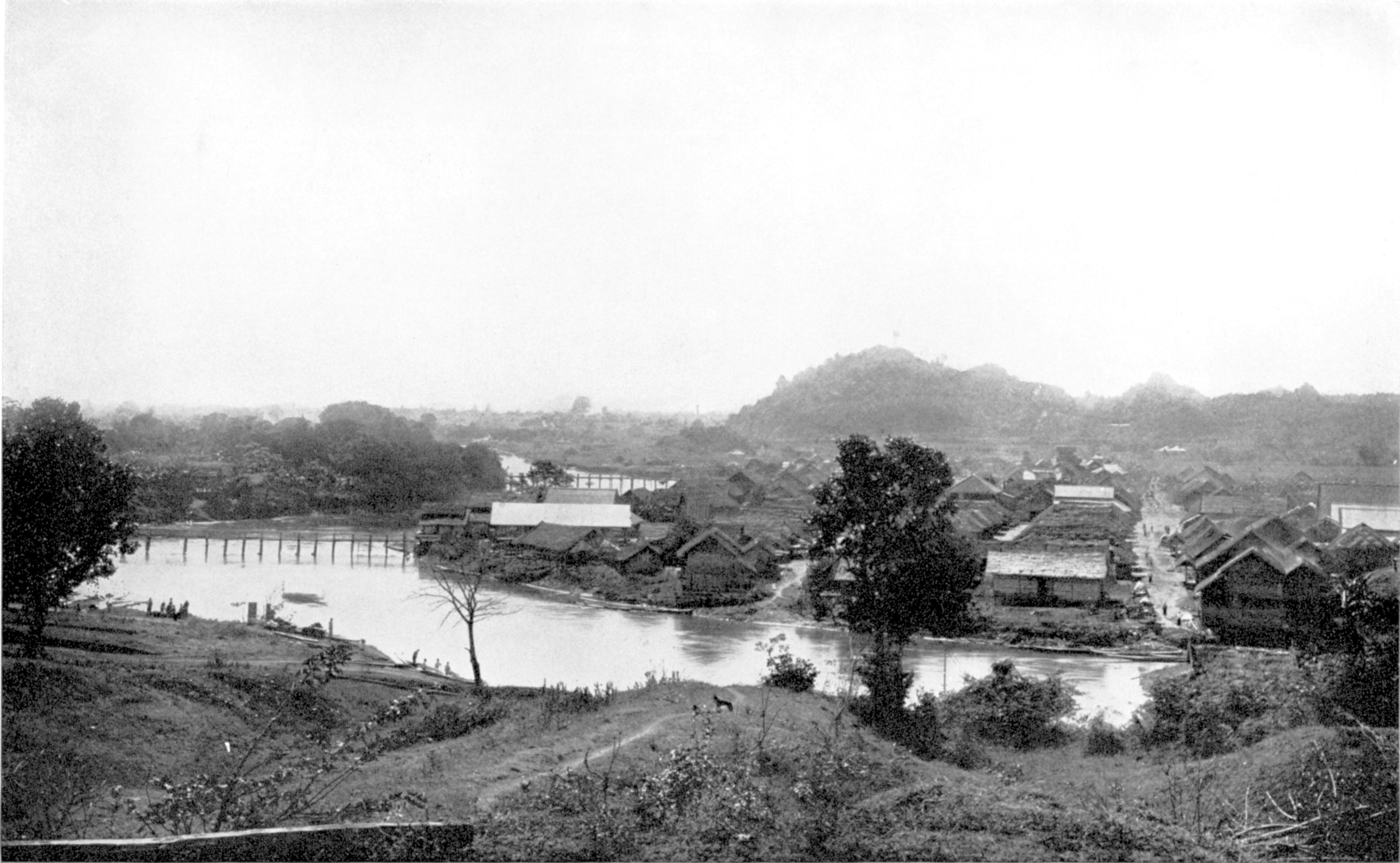
Loikaw, the Headquarters of the Political Officer in Charge of the Karen-ni States in 1922
Loikaw is in the only flat part of Karen-ni. In 1892 it numbered four huts. The headquarters of the American Baptist Mission to Hill Karens is located here. The bridges look flimsy, but are so substantial that elephants walk over them.

## 人口推移
- 1983年: 33,665人
- 2013年: 140,670人

## 気候
| ロイコーの気候            | ロイコーの気候 | ロイコーの気候 | ロイコーの気候 | ロイコーの気候 | ロイコーの気候 | ロイコーの気候 | ロイコーの気候 | ロイコーの気候 | ロイコーの気候 | ロイコーの気候 | ロイコーの気候 | ロイコーの気候 | ロイコーの気候 |
| 月                        | 1月            | 2月            | 3月            | 4月            | 5月            | 6月            | 7月            | 8月            | 9月            | 10月           | 11月           | 12月           | 年             |
| ------------------------- | -------------- | -------------- | -------------- | -------------- | -------------- | -------------- | -------------- | -------------- | -------------- | -------------- | -------------- | -------------- | -------------- |
| 平均最高気温 °C （°F）    | 26 (79)        | 29 (84)        | 32 (90)        | 34 (93)        | 31 (88)        | 28 (82)        | 27 (81)        | 27 (81)        | 28 (82)        | 28 (82)        | 27 (81)        | 26 (79)        | 28.6 (83.5)    |
| 平均最低気温 °C （°F）    | 11 (52)        | 11 (52)        | 15 (59)        | 19 (66)        | 20 (68)        | 20 (68)        | 20 (68)        | 20 (68)        | 20 (68)        | 19 (66)        | 16 (61)        | 12 (54)        | 16.9 (62.5)    |
| 雨量 mm （inch）          | 8 (0.31)       | 3 (0.12)       | 7 (0.28)       | 50 (1.97)      | 178 (7.01)     | 222 (8.74)     | 251 (9.88)     | 289 (11.38)    | 236 (9.29)     | 151 (5.94)     | 51 (2.01)      | 14 (0.55)      | 1,460 (57.48)  |
| 平均降雨日数              | 2              | 1              | 2              | 5              | 17             | 23             | 25             | 26             | 21             | 14             | 6              | 3              | 145            |
| 平均月間日照時間          | 279            | 280            | 310            | 270            | 217            | 150            | 124            | 124            | 150            | 186            | 210            | 248            | 2,548          |
| 出典：World Climate Guide |                |                |                |                |                |                |                |                |                |                |                |                |                |

## アクセス

### 長距離バス
- ヤンゴンから便が出ている。

### 路線バス
- シャン州の州都タウンジーからマイクロバス

### その他
- バン -
- 飛行機 - ヤンゴン-ロイコー便が飛んでいるが、便数は少ない。

## 教育機関
- ロイコー大学,
- ロイコー技術大学,
- ロイコーコンピュータ大学（Computer University, Loikaw.）

## 施設など
- バスターミナル　ロイコーの最北側に位置する
- ロイコー空港　ロイコーの北側に位置する
- ミヤッ・カッ・レッ　パヤー　ロイコーの南側に位置する。岩山の上にある、ロイコー市民にとって象徴的なパゴダである。ロイコーを360度見渡すことができる。
- ディジュリー・ミンガラー（タングウェ・ディーリー）パヤー　市街中心部の岩山の上にあるパゴダ。階段でも登れるが、エレベータを使い上ることもできる（有料）。ゴールデンロックを小さく模したものもある。
- ケイ・トー・ポー　ロイコー北側　　精霊信仰の祭祀場
- Kayah State Cultural Museum

## 近郊の施設など
- バルーチャン水力発電所[3]
- デモーソー市場  週に数日、大いに賑わう。
- パンペット  多くのパダウン族（首長カレン族）の故郷
- 小さな湖　ロイコー市民の憩いの場